# プラズモニクス
プラズモニクスは、プラズモンを利用した技術。

## 概要
プラズマ振動の量子であり、金属中の自由電子が集団的に振動して擬似的な粒子として振る舞っている状態である表面プラズモンを上手に制御して、ナノ回路に光を伝搬させたり、波長よりもはるかに小さな空間に光を閉じ込めたりする。 
周期的な金属ナノ構造からなるプラズモニック結晶を用いると、大面積で光を操作することが可能になり、とりわけ、光の位相を操作する自由度が大きいことから、負の値から正の大きな値まで様々な屈折率を持つ媒体として働くプラズモニック結晶を作り出すことが可能。対象とする光の波長よりも十分小さな構造により、自然界には存在し得ない光学応答を示すメタマテリアルは近年、注目を集めている。

## 用途
特定の波長を選択的に吸収できる特性を利用して赤外線撮像素子や太陽電池等への応用が想定される。

## 文献
- 岡本晃一、「プラズモニクスに基づく高輝度発光素子 (4. プラズモニクスの応用展開,< 特集> 進化する先端フォトニックデバイス)」 『電子情報通信学会誌』 91(11), 979-986, 2008-11-01, NAID 110006990537
- 岡本隆之, 梶川浩太郎. "プラズモニクス 基礎と応用." プラズモニクス 基礎と応用 (2010).
- 三澤弘明. "広がるプラズモニクス研究." 光学 40.2 (2011): 67.
- 寺西利治、「無機ナノ粒子を用いたナノプラズモニクス」 『電気学会論文誌Ｃ（電子・情報・システム部門誌）』 2012年 132巻 8号 p.1251-1254, doi:10.1541/ieejeiss.132.1251
- 岡本隆之、「プラズモニクスとその有機 EL 素子と有機太陽電池への応用 (キーノートスピーチ)」 『精密工学会学術講演会講演論文集』 2016 年度精密工学会春季大会. 公益社団法人 精密工学会, 2016., doi:10.11522/pscjspe.2016S.0_179